# Ambrogio Visconti
Ambrogio Visconti (Milano, 1344 – Caprino Bergamasco, 17 agosto 1373) è stato un condottiero e capitano di ventura italiano della compagnia di San Giorgio spesso al servizio di suo padre Bernabò Visconti, all'epoca signore di Milano con il fratello Galeazzo II.

## Biografia

### Le origini
Ambrogio Visconti nacque nel 1344 quando la Signoria di Milano era governata da Luchino Visconti. Ambrogio era il primogenito di Bernabò Visconti, futuro signore di Milano, e di Beltramola Grassi, sua amante, che successivamente diede a Bernabò anche Estorre e altre quattro figlie.
A partire dal 1354 il padre Bernabò Visconti iniziò a governare la signoria insieme a Galeazzo II e Matteo II, che però morì l'anno successivo. Ambrogio cominciò presto la sua  carriera militare a servizio del padre, tant'è che nel luglio del 1359 a soli 15 anni fu inviato con cinquecento cavalieri e mille mercenari a contrastare la Grande Compagnia del Conte Lando che stava devastando la Repubblica di Firenze. Giunto nei pressi di Pontedera, il Visconti prese parte alla battaglia del Campo delle Mosche, in cui uscì vincitore. Per la vittoria la città di Firenze gli donò una cavalcatura e lo invitò a partecipare a un torneo insieme ai condottieri Niccolò Orsini e Pandolfo Malatesta.
Nel 1361 il Visconti fu ingaggiato dal duca di Andria Francesco del Balzo per combattere le truppe del principe di Taranto Filippo II d'Angiò. Alla testa di una compagnia di dodicimila soldati fece il suo ingresso nel Regno passando per l'aquilano, dal Cicolano penetrò poi nella Marsica e si diresse ad Avezzano, dove devastò la città schierata a favore del principe di Taranto. L'anno seguente chiese in moglie la regina di Napoli Giovanna I, ma la sua proposta di matrimonio fu rifiutata.
Tornato a Milano, nel giugno del 1362 il Visconti prese parte alle operazioni volte alla conquista dell'Emilia e con l'aiuto del Conte Lando devastò la Mirandola, territorio governato da Feltrino Gonzaga, membro attivo della lega anti-viscontea. La campagna in Emilia culminò il 6 aprile 1363 con la battaglia di Solara. Prima della battaglia che vedeva da un lato la Signoria di Milano e dall'altro la lega anti-viscontea formata dallo Stato Pontificio e dalle città alleate di Padova e Verona, il Visconti fu armato cavaliere. Nello scontro però i milanesi furono sconfitti, Ambrogio fu catturato da Malatesta Ungaro e suo padre Bernabò rimase ferito. Ambrogio fu condotto alla prigione di Cesena dove fu tenuto prigioniero per un anno per poi essere liberato nell'aprile del 1364 alla firma del trattato di pace su pressione del re di Cipro Pietro di Lusignano.
Nel 1365 Ambrogio e Feltrino Gonzaga furono incaricati da Bernabò di raggiungere il duca d'Austria Rodolfo IV d'Asburgo a Verona per convincerlo a concludere un accordo ai danni del signore di Padova Francesco da Carrara con cui le ostilità erano iniziate nel 1363 e l'operazione andò a buon fine.

### La compagnia di San Giorgio
(Michael Mallett, in Signori e mercenari. La guerra nell'Italia del Rinascimento, Bologna, Il Mulino, 1983)
Tra il settembre e l'ottobre del 1365 suo padre Bernabò e lo zio Galeazzo diedero ad Ambrogio un ingente finanziamento per ricostituire la Compagnia di San Giorgio fondata dall'avo Lodrisio Visconti e attiva nel 1339. La compagnia era inizialmente composta da quarantacinque caporali e settemila cavalieri e di essa facevano parte Giovanni Acuto, i reduci della compagnia Bianca e molti altri mercenari tedeschi e italiani come Thomas Merezal, Ugolino Ethon e Giovanni Ubaldini.
Appena costituita la compagnia mosse alla volta di Firenze. Le autorità cittadine, preoccupate dall'arrivo di queste truppe, inviarono l'emissario Doffo Bardi che offrì al Visconti la somma di 6 000 fiorini affinché, per i successivi quattro anni, la compagnia si impegnasse a non attaccare i territori della Repubblica di Firenze.
Ambrogio Visconti decise quindi di attaccare il senese devastando Santa Colomba e Abbadia a Isola, attuali frazioni di Monteriggioni, Roccastrada e Buonconvento; i senesi gli inviarono varie ambascerie e cercarono invano l'aiuto di Anichino di Bongardo e Alberto Sterz. Verso novembre il Visconti fu raggiunto dagli ambasciatori fiorentini Onofrio Rossi e Niccolò Rimbaldesi a Colle di Val d'Elsa che, per San Miniato, lo accompagnarono fino al confine, mentre i suoi uomini stazionarono tra Radicondoli e Belforte. Arrivato nell'aretino, devastò le terre dei Tarlati con Giovanni Acuto e Niccolò da Montefeltro.
Si spostò poi nel Levante ligure e al comando di cinquemila soldati sul finire del 1365 saccheggiò i borghi della Spezia e distrusse il castello San Giorgio, e Chiavari; si diresse poi verso Recco, si avventò contro le terre dei Fieschi e dei marchesi del Carretto saccheggiando il Ponente Ligure, ma trovò l'opposizione dei capitani genovesi Niccolò di Minergino e Bartolomeo di Levante che alla fine vennero sconfitti e fatti prigionieri. Dopo aver ricevuto la notizia che i fuoriusciti di Leonardo Montaldo, suoi alleati, erano stati respinti da Genova, decise di abbandonare la Liguria.
Nel 1366 dichiarò guerra ai savonesi attaccandoli prima via mare e poi via terra devastando la Riviera  e assaltando due volte le mura cittadine genovesi senza però riuscire a valicarle. Si accordò con la Repubblica di Genova e si trasferì in Toscana. Ambrogio attaccò quindi nuovamente Siena che con un accordo gli consegnò 10 500 fiorini e molti carri pieni di armature e vettovaglie, ma le sue scorribande proseguirono.

### La guerra contro lo Stato Pontificio
Nel 1366 papa Urbano V scagliò una maledizione contro la compagnia invocando contro i suoi nemici la vendetta divina e quella dell'arcangelo Michele sterminatore, inoltre dichiarò che incorreranno nella scomunica tutti coloro che continueranno a prestare servizio o comunque il favore alla compagnia. Per promuovere la loro disfatta il papa accordò l'indulgenza plenaria dei peccati a chiunque decidesse di aggredire la compagnia e muoia nella santa impresa.
Verso maggio Ambrogio invase le terre del Ducato di Spoleto e quelle dello Stato Pontificio presso Orvieto. Ai primi di giugno si diresse verso Urbino con Maghinardo Ubaldini. Per porre definitivamente fine alla compagnia il papa si rivolse alla regina di Napoli Giovanna I d'Angiò, al signore di Bologna Giovanni Visconti da Oleggio, al marchese di Ferrara Niccolò II d'Este, al signore di Rimini Galeotto Malatesta e a Ugolino da Montemarte affinché uniscano le loro forze per combattere i venturieri.
A fine mese il Visconti e la sua compagnia tornarono in Umbria nel territorio di Città di Castello continuando le devastazioni e Firenze, onde evitare danni, si dichiarò a favore della compagnia. La compagnia penetrò nuovamente nello Stato Pontificio, dove fu combattuta da Ugolino e Francesco da Montemarte e nello scontro fu catturato il condottiero Ugolino Ethon. Ambrogio si diresse poi verso le Marche, dove incitò la ribellione di Urbania.
Saccheggiò nuovamente la Liguria e per la terza volta il senese e infine riuscì a sconfiggere i perugini a Ponte San Giovanni. Si accampò a Urbino con circa diecimila uomini tra fanti e cavalieri e successivamente saccheggiò l'Abruzzo.
Nel 1367 a Sacco del Tronto le truppe pontificie ed angioine rispettivamente comandate da Gomez Garcia e Giovanni Malatacca annientarono i venturieri. Ferito e catturato, Ambrogio venne trascinato in carcere a Napoli, per poi essere rinchiuso nel Castel dell'Ovo. Durante la battaglia solo duemilasettecento uomini sfuggirono alla cattura ed alla morte. Seicento prigionieri vennero condotti a Roma e a fine maggio 1369, ne sopravvissero in carcere la metà, gli altri furono tutti impiccati o decapitati. I trecento prigionieri rimasti vivi vennero incarcerati nel castello di Marta nel lago di Bolsena e a luglio rinchiusi nella rocca di Montefiascone, dove vi sarà un tentativo di evasione collettivo che si concluderà con l'esecuzione dei rimanenti venturieri mediante strangolamento o decapitazione.
Ambrogio Visconti dopo tre anni di carcere uccise il castellano e si mise in salvo con tutti coloro che erano stati imprigionati con lui; secondo un'altra versione, si mise in salvo con un famiglio dopo aver corrotto le guardie. Liberatosi, ritornò a combattere per il padre contro le truppe della lega anti-viscontea a capo di duemila uomini.

### La guerra in Emilia e Lombardia e la morte
Nella primavera del 1371 Ambrogio fu nominato governatore di Parma. Uscì dalla città con cinquecento soldati alla volta di Reggio Emilia, dove Feltrino Gonzaga fu assediato dagli estensi nel castello. Irruppe nella città e si ritirò solo dopo l'arrivo di Lucio Lando, ma prima di partire saccheggiò Reggio Emilia per alcuni giorni, non risparmiando chiese ed ospedali. Con l'acquisto della città da parte del padre Bernabò per 60 000 fiorini ne prese possesso a metà maggio si fece consegnare le chiavi della cittadella e quelle delle porte di Santo Stefano e di Santa Croce. Le truppe della lega si ritirarono verso Modena. Chiamato da Manfredino da Sassuolo, devastò i contadi di Modena e Ferrara, entrò per le paludi a Stellata, frazione di Bondeno, e da qui arrivò a Ferrara. Si ritirò appena sentì la chiamata alle armi con le campane e giunse a Finale Emilia con un grande bottino e trecento o seicento prigionieri. Nell'ottobre dello stesso anno il padre lo inviò da Giovanni Acuto per convincerlo a riconoscere al marchese di Mantova Ludovico II Gonzaga il risarcimento dei danni effettuati dai soldati del condottiero inglese alla popolazione di Guastalla.
Nel 1372 attaccò ancora il modenese con Manfredino Pio e Manfredino da Sassuolo. Assediò Correggio e rafforzò la bastia di Cesio verso Modena. Si aggregò nuovamente con Giovanni Acuto formando un esercito di ottocento soldati ed insieme fecero prigionieri Guglielmo e Francesco da Fogliano, che verrà impiccato sulle mura di Reggio Emilia. I da Correggio si alleano con i viscontei ottenendo in tal modo i castelli di San Polo d'Enza e Correggio. A luglio venne inviato dal padre con Giovanni Acuto in soccorso dello zio Galeazzo Visconti ai danni del marchese di Monferrato e del conte Amedeo VI di Savoia. Attaccò Asti e con la cattura di Jacopo Dal Verme sfidò in battaglia gli avversari con l'Acuto e Francesco d'Este. Lo scontro però non ebbe luogo per le divergenze che divisero i tre condottieri viscontei, i quali non riuscirono a mettersi d'accordo sulla scelta del terreno. Compì così una sortita nel campo avversario e i Savoia lo contrattaccarono e respinsero oltre il Tanaro. Alla fine venne stipulata una tregua tra le parti per cui poté ritornare a Reggio Emilia. Si incontrò nuovamente a Collecchio con Giovanni Acuto e lo convinse a rimanere al soldo visconteo alle vecchie condizioni, anche se due mesi dopo passò agli stipendi dei pontifici e saccheggiò il piacentino. Ambrogio Visconti, all'insaputa del padre, effettuò un'analoga incursione nel bolognese; comparì all'improvviso sotto le mura di Bologna davanti alla Porta di San Felice alla cui difesa si trovavano solo dieci cavalli. Si ritirò a Borgo Panigale e, da qui, depredò per otto giorni il circondario sino ad Imola, senza trovare alcuna opposizione.
Nel gennaio del 1373 aggredì nuovamente Bologna rimanendovi due settimane, ma al ritorno la sua compagnia carica di bottino venne attaccata dal legato pontificio Pietro di Bourges, da Giovanni Acuto e da Ugolino da Savignano mentre sta attraversando il Panaro, vicino a Crevalcore. La compagnia ebbe la peggio con la perdita di duemila uomini tra morti e prigionieri. Si spostò poi in Lombardia, a Bergamo, con trecento soldati per fronteggiare l'avanzata di Amedeo di Savoia. Successivamente il padre lo mandò nelle vallate bergamasche per reprimervi una rivolta istigata dalla fazione guelfa. Fece inoltre incendiare l'abbazia di Pontida, Caprino Bergamasco e Gronsalega.
Il 17 agosto 1373 entrò nuovamente nella Valle San Martino e cavalcò verso Caprino Bergamasco senza particolari misure di sicurezza, cadde in un'imboscata organizzata dai contadini locali e riparò nell'attuale frazione di Opreno. Qui venne ucciso da un colpo di lancia insieme ad altri nobili, tra cui Ludovico da Correggio. Venne poi sepolto a Bergamo. Dopo la sua morte Bernabò Visconti si vendicò su tutta la Valle San Martino mettendo a ferro e fuoco tutte le località, compresa l'abbazia di Pontida.

## Ascendenza
|                       |   |                    | Genitori        |  |  | Nonni |  |  | Bisnonni          |  |  | Trisnonni         |  |
|                       |   |                    |                 |  |  |       |  |  | Matteo I Visconti |  |  | Teobaldo Visconti |  |
|                       |   |                    |                 |  |  |       |  |  | Matteo I Visconti |  |  | Teobaldo Visconti |  |
|                       |   | Anastasia Pirovano |                 |  |  |       |  |  | Matteo I Visconti |  |  |                   |  |
| Stefano Visconti      |   |                    |                 |  |  |       |  |  | Matteo I Visconti |  |  |                   |  |
|                       |   | Bonacossa Borri    | Squarcino Borri |  |  |       |  |  |                   |  |  |                   |  |
|                       |   | Bonacossa Borri    | Squarcino Borri |  |  |       |  |  |                   |  |  |                   |  |
|                       |   | Bonacossa Borri    | Antonia         |  |  |       |  |  |                   |  |  |                   |  |
| Bernabò Visconti      |   | Bonacossa Borri    |                 |  |  |       |  |  |                   |  |  |                   |  |
|                       |   | Bernabò Doria      | …               |  |  |       |  |  |                   |  |  |                   |  |
|                       |   | Bernabò Doria      | …               |  |  |       |  |  |                   |  |  |                   |  |
|                       |   | Bernabò Doria      | …               |  |  |       |  |  |                   |  |  |                   |  |
| Valentina Doria       |   | Bernabò Doria      |                 |  |  |       |  |  |                   |  |  |                   |  |
|                       |   | Eliana Fieschi     | …               |  |  |       |  |  |                   |  |  |                   |  |
|                       |   | Eliana Fieschi     | …               |  |  |       |  |  |                   |  |  |                   |  |
|                       |   | Eliana Fieschi     | …               |  |  |       |  |  |                   |  |  |                   |  |
| Ambrogio Visconti     |   | Eliana Fieschi     |                 |  |  |       |  |  |                   |  |  |                   |  |
|                       | … | …                  |                 |  |  |       |  |  |                   |  |  |                   |  |
|                       | … | …                  |                 |  |  |       |  |  |                   |  |  |                   |  |
|                       | … | …                  |                 |  |  |       |  |  |                   |  |  |                   |  |
| …                     | … |                    |                 |  |  |       |  |  |                   |  |  |                   |  |
|                       |   | …                  | …               |  |  |       |  |  |                   |  |  |                   |  |
|                       |   | …                  | …               |  |  |       |  |  |                   |  |  |                   |  |
|                       |   | …                  | …               |  |  |       |  |  |                   |  |  |                   |  |
| Beltramola de' Grassi |   | …                  |                 |  |  |       |  |  |                   |  |  |                   |  |
|                       |   | …                  | …               |  |  |       |  |  |                   |  |  |                   |  |
|                       |   | …                  | …               |  |  |       |  |  |                   |  |  |                   |  |
|                       |   | …                  | …               |  |  |       |  |  |                   |  |  |                   |  |
| …                     |   | …                  |                 |  |  |       |  |  |                   |  |  |                   |  |
|                       |   | …                  | …               |  |  |       |  |  |                   |  |  |                   |  |
|                       |   | …                  | …               |  |  |       |  |  |                   |  |  |                   |  |
|                       |   | …                  | …               |  |  |       |  |  |                   |  |  |                   |  |
|                       |   | …                  |                 |  |  |       |  |  |                   |  |  |                   |  |